# Assemblea d'homes lliures d'Esparta
L'Assemblea d'homes lliures d'Esparta era el poder suprem de l'estat. Aquesta Assemblea equivalia a l'ekklesia establerta a Atenes.
La va establir Licurg, el mític legislador espartà, que va dictar les seves lleis en forma d'oracle. L'assemblea tenia el poder d'acceptar o rebutjar les lleis i decrets proposats primer pels reis i més tard pel consell de la Gerúsia. No tenia iniciativa legislativa i només podia aprovar el que es presentava, sense cap modificació, o rebutjar-ho totalment.
En formaven part tots els ciutadans espartans per damunt dels trenta anys. A l'assemblea només es podien dirigir els més alts magistrats, principalment els reis i els èfors, a no ser que algú hi fos cridat, segons Heròdot. Es feien assemblees ordinàries cada lluna plena, i extraordinàries quan calia per causes excepcionals. El sistema de vot era per aclamació. Les assemblees es feien en un lloc concret a l'oest de la ciutat. L'assemblea podia proclamar la guerra, fer la pau, i acordar armisticis i també els acords dels èfors i dels reis amb estats estrangers havien de ser ratificats per l'assemblea.
En temps més recents, probablement després del segle iii aC, va existir la petita assemblea, que es convocava quan l'afer a tractar era d'importància secundària i no calia convocar l'assemblea general. Aquesta assemblea menor la formaven alguns magistrats i ciutadans de classe superior, i cada vegada es va convocar més sovint arribant quasi a suplantar a la gran assemblea.